# Aaptos lobata
Aaptos lobata là một loài động vật thân lỗ thuộc họ Suberitidae. Loài này được mô tả năm 2017. Mẫu định danh của loài này được thu thập tại Eo biển Makassar.